# Sanjay Gupta

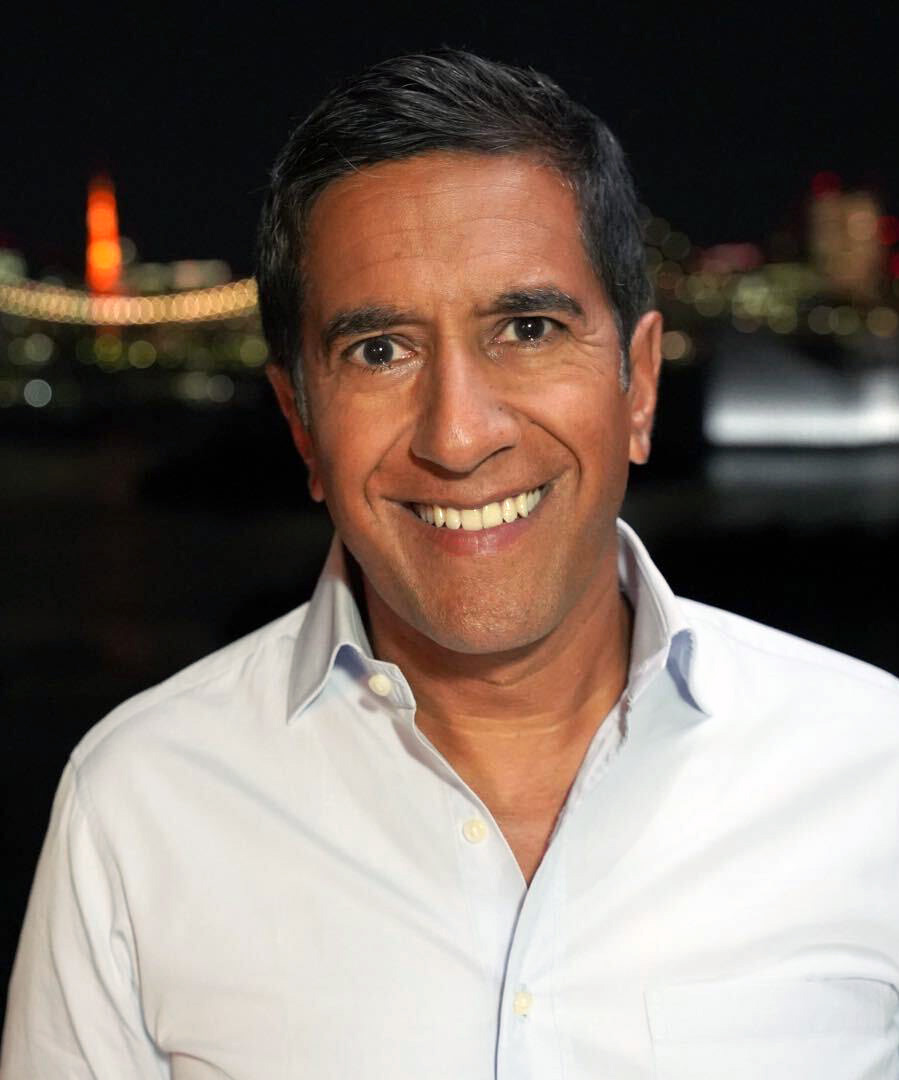
Sanjay Gupta, 2021

Sanjay K. Gupta (* 23. Oktober 1969 in Novi, Michigan) ist ein US-amerikanischer Neurochirurg und Autor. Er ist Assistant Professor an der medizinischen Fakultät der Emory University. Bekannt wurde er durch seine verschiedenen Sendungen und Gastbeiträge auf CNN, 2006 erhielt er für seine Beträge während des Hurrikans Katrina einen Emmy. Zudem schreibt er eine Kolumne im Time und ist Korrespondent für CBS News.
Gupta ist indischer Herkunft und wuchs in Novi, Michigan auf. Er erwarb den Bachelor of Science in Biomedizin an der University of Michigan in Ann Arbor und den 1993 M.D. an der University of Michigan Medical School. Nach einer Residency in Neurochirurgie arbeitete er als Neurochirurg am Grady Memorial Hospital.
Nach seinem Buch Monday Mornings: A Novel wurde die Fernsehserie Monday Mornings konzipiert.
2019 wurde Gupta in die National Academy of Medicine gewählt, 2021 in die American Academy of Arts and Sciences.
Sanjay Gupta ist verheiratet und hat drei Töchter.

## Werke
- Chasing Life: New Discoveries in the Search for Immortality to Help You Age Less Today (Warner Wellness, 2007, ISBN 9780446526500)
- Cheating Death: The Doctors and Medical Miracles that Are Saving Lives Against All Odds (Wellness Central, 2009, ISBN 9780446508872)
- Monday Mornings: A Novel (Grand Central Publishing, March 2012, ISBN 978-0446583855)